# 突貫勘太
『突貫勘太』 (Palmy Days) は、1931年のアメリカ合衆国のプレコード・ミュージカル・コメディ映画。エディ・カンター、モリー・リスキンド、デイヴィッド・フリードマン脚本、エドワード・サザーランド監督、バスビー・バークレー振付。バークレーは占い師役でカメオ出演している。脚本のエディ・カンターが主演も務めた。ゴールドウィン・ガールズが、体育館やパン屋で撮影された複雑なダンスシーン「"Glorifying the American Doughnut"」に出演した。ベティ・グレイブル、ポーレット・ゴダード、ヴァージニア・グレイ、トビー・ウイングがこのゴールドウィン・ガールズの一員として出演していた。ブロードウェイから映画界へ進出したばかりのジョージ・ラフトが出演した。

## 登場人物
クレジット順に記す。
- ヘレン・マーティン：シャーロット・グリーンウッド
- ジョーン・クラーク：バーバラ・ウィークス
- ミスター・クラーク：スペンサー・チャーターズ
- スティーヴ：ポール・ペイジ
- ヨランド：チャールズ・ミドルトン
- ヨランドの部下：ジョージ・ラフト
- ヨランドの部下：ハリー・ウッズ
- エディ・シンプソン：エディ・カンター

## 評価
公開された年で最も好評であった作品の1つであった。

## プロダクトプレイスメント
当時、映画作品の中に商品名はめったに登場することはなかったが、プロダクトプレイスメントに反対する映画業界誌である週刊「ハリソンズ・レポート」に抗議する意味を込めて、アンダーウッド・タイプライターやコンチネンタル・ベイキングの商品を登場させたとされる。